# We Grown Now
We Grown Now es una película dramática estadounidense de 2023, escrita y dirigida por Minhal Baig y producida por Joe Pirro y Baig. Está protagonizada por Blake Cameron James, Gian Knight Ramirez, S. Epatha Merkerson, Avery Holliday, Ora Jones, Lil Rel Howery y Jurnee Smollett.
Tuvo su estreno mundial en el Festival Internacional de Cine de Toronto 2023 el 8 de septiembre de 2023, antes de tener un estreno limitado en cines de los Estados Unidos el 19 de abril de 2024, por Sony Pictures Classics y Stage 6 Films.

## Sinopsis
Los mejores amigos Malik y Eric crecen en el complejo de viviendas Cabrini-Green.

## Reparto
- Blake Cameron James como Malik
- Gian Knight Ramírez como Eric
- S. Epatha Merkerson como Anita
- Avery Holliday
- Ora Jones
- Lil Rel Howery como Jason
- Jurnee Smollett como Dolores
- Cámaras Giovani como babosa

## Producción
En mayo de 2022, se anunció que  Minhal Baig escribiría y dirigiría la película, y la fotografía principal comenzaría en Chicago y sus alrededores.

## Estreno
La película tuvo su estreno mundial en el Festival Internacional de Cine de Toronto de 2023 el 8 de septiembre de 2023. El 4 de octubre de 2023, Sony Pictures Classics adquirió los derechos de distribución de la película, cuyo estreno está previsto en un estreno limitado en cines de Estados Unidos el 19 de abril de 2024.